# Markéta Macková
Markéta Macková es una deportista checa que compitió en ciclismo adaptado en la modalidad de ruta. Ganó una medalla de bronce en los Juegos Paralímpicos de Pekín 2008 en la prueba de contrarreloj (clase CP1-2).

## Palmarés internacional
| Juegos Paralímpicos | Juegos Paralímpicos | Juegos Paralímpicos | Juegos Paralímpicos      |
| Año                 | Lugar               | Medalla             | Prueba                   |
| ------------------- | ------------------- | ------------------- | ------------------------ |
| 2008                | Pekín (China)       | Medalla de bronce   | Contrarreloj CP1-2 mixto |